# Collection d'architecture canadienne
La Collection d'architecture canadienne est une unité de la bibliothèque de l'Université McGill, spécialisée dans la conservation et la valorisation de l'architecture canadienne. Son mandat est de documenter le travail passé et présent d'architectes ayant étudié ou enseigné à l’École d'architecture et d’urbanisme  de l’université McGill (School of Architecture and Urban planning).

## Description
La Collection est créée par John Bland en 1974, alors qu'il est directeur de l'école d'architecture de l'université McGill. Elle comprend plus de 110 fonds d'archives documentant des architectes canadiens de renom tels qu'Edward Maxwell, Moshe Safdie ou Harold Lea Fetherstonhaugh à travers leurs dessins et plans architecturaux, correspondance ou encore photographies de leurs réalisations.
La collection offre à France Pratte l'occasion de travailler sur des documents d'Edward et William Sutherland Maxwell pour rédiger son livre Maisons de campagne des Montréalais, 1892-1924 : l'architecture des frères Maxwell en 1987, ce qui la conduit à donner à la Collection les documents de travail qui ont permis de rédiger son ouvrage.

## Composition de la collection
| Fonds                                                        | Numéro d'inventaire | URL |
| A. Leslie Perry fonds                                        | 95                  | https://archivalcollections.library.mcgill.ca/index.php/a-leslie-perry                                                 |
| Alexander Francis Dunlop                                     | 16                  | https://archivalcollections.library.mcgill.ca/index.php/alexander-francis-dunlop                                       |
| Alexander Tilloch Galt Durnford                              | 11                  | https://archivalcollections.library.mcgill.ca/index.php/alexander-tilloch-galt-durnford                                |
| Alvaro Ortega                                                | 35                  | https://archivalcollections.library.mcgill.ca/index.php/alvaro-ortega                                                  |
| Archibald and Illsley                                        | 4.03                | https://archivalcollections.library.mcgill.ca/index.php/archibald-and-illsley                                          |
| Archibald, Illsley and Templeton                             | 4.02                | https://archivalcollections.library.mcgill.ca/index.php/archibald-illsley-and-templeton                                |
| Arthur Erickson                                              | 57                  | https://archivalcollections.library.mcgill.ca/index.php/arthur-erickson                                                |
| Barott and Blackader                                         | 83                  | https://archivalcollections.library.mcgill.ca/index.php/barott-and-blackader                                           |
| Bland, Lemoyne, Edwards                                      | 41.08               | https://archivalcollections.library.mcgill.ca/index.php/bland-lemoyne-edwards                                          |
| Bland, Lemoyne, Edwards, Shine                               | 41.09               | https://archivalcollections.library.mcgill.ca/index.php/bland-lemoyne-edwards-shine                                    |
| Bland, LeMoyne, Shine                                        | 41.1                | https://archivalcollections.library.mcgill.ca/index.php/bland-lemoyne-shine                                            |
| Bland, Lemoyne, Shine, Lacroix                               | 41.11               | https://archivalcollections.library.mcgill.ca/index.php/bland-lemoyne-shine-lacroix                                    |
| Bland, Rother and Trudeau                                    | 41.06               | https://archivalcollections.library.mcgill.ca/index.php/bland-rother-and-trudeau                                       |
| Bobrow Architects                                            | 74                  | https://archivalcollections.library.mcgill.ca/index.php/bobrow-architects                                              |
| Bolton, Chadwick, Ellwood and Aimers                         | 11.04               | https://archivalcollections.library.mcgill.ca/index.php/bolton-chadwick-ellwood-and-aimers                             |
| Bolton, Ellwood and Aimers                                   | 11.05               | https://archivalcollections.library.mcgill.ca/index.php/bolton-ellwood-and-aimers                                      |
| Brown, MacVicar and Heriot                                   | 10.02               | https://archivalcollections.library.mcgill.ca/index.php/brown-macvicar-and-heriot                                      |
| Bruce Haken Wright                                           | 27                  | https://archivalcollections.library.mcgill.ca/index.php/bruce-haken-wright                                             |
| Cardwell Ross Anderson                                       | 42                  | https://archivalcollections.library.mcgill.ca/index.php/cardwell-ross-anderson                                         |
| Cecil Scott Burgess                                          | 44                  | https://archivalcollections.library.mcgill.ca/index.php/cecil-scott-burgess                                            |
| Charles Barry Fonds                                          | 12                  | https://archivalcollections.library.mcgill.ca/index.php/charles-barry                                                  |
| Charles Jewett Saxe                                          | 4.04                | https://archivalcollections.library.mcgill.ca/index.php/charles-jewett-saxe                                            |
| Charles Reginald Tetley                                      | 93                  | https://archivalcollections.library.mcgill.ca/index.php/charles-reginald-tetley                                        |
| Cornelia Hahn Oberlander                                     | 68                  | https://archivalcollections.library.mcgill.ca/index.php/cornelia-hahn-oberlander                                       |
| D.J. Spence                                                  | 81                  | https://archivalcollections.library.mcgill.ca/index.php/d-j-spence                                                     |
| Daniel Wilson                                                | 31                  | https://archivalcollections.library.mcgill.ca/index.php/daniel-wilson                                                  |
| David Colville                                               | 13                  | https://archivalcollections.library.mcgill.ca/index.php/david-colville                                                 |
| David James Moir                                             | 36                  | https://archivalcollections.library.mcgill.ca/index.php/david-james-moir                                               |
| David Robertson Brown and Hugh Vallance                      | 10                  | https://archivalcollections.library.mcgill.ca/index.php/david-robertson-brown-and-hugh-vallance                        |
| Douglas Shadbolt                                             | 43                  | https://archivalcollections.library.mcgill.ca/index.php/douglas-shadbolt                                               |
| Durnford, Bolton, Chadwick and Ellwood                       | 11.03               | https://archivalcollections.library.mcgill.ca/index.php/durnford-bolton-chadwick-and-ellwood                           |
| Edward and W.S. Maxwell                                      | 2.02                | https://archivalcollections.library.mcgill.ca/index.php/edward-and-w-s-maxwell                                         |
| Edward Colonna                                               | 15                  | https://archivalcollections.library.mcgill.ca/index.php/edward-colonna                                                 |
| Edward Maxwell                                               | 2                   | https://archivalcollections.library.mcgill.ca/index.php/edward-maxwell                                                 |
| F. David Mathias                                             | 82                  | https://archivalcollections.library.mcgill.ca/index.php/f-david-mathias                                                |
| Fetherstonhaugh and Durnford                                 | 11.01               | https://archivalcollections.library.mcgill.ca/index.php/fetherstonhaugh-and-durnford                                   |
| Fetherstonhaugh, Durnford, Bolton and Chadwick               | 11.02               | https://archivalcollections.library.mcgill.ca/index.php/fetherstonhaugh-durnford-bolton-and-chadwick                   |
| Findlay and McGregor                                         | 3.01                | https://archivalcollections.library.mcgill.ca/index.php/findlay-and-mcgregor                                           |
| Finley and Spence                                            | 80                  | https://archivalcollections.library.mcgill.ca/index.php/finley-and-spence                                              |
| France Gagnon Pratte                                         | 66                  | https://archivalcollections.library.mcgill.ca/index.php/france-gagnon-pratte                                           |
| Francis John Nobbs                                           | 6                   | https://archivalcollections.library.mcgill.ca/index.php/francis-john-nobbs                                             |
| Francis Mawson Rattenbury                                    | 25                  | https://archivalcollections.library.mcgill.ca/index.php/francis-mawson-rattenbury                                      |
| Francis R. Findlay                                           | 3.03                | https://archivalcollections.library.mcgill.ca/index.php/francis-r-findlay                                              |
| Francis R. Findlay and Percy Roy Wilson                      | 3.04                | https://archivalcollections.library.mcgill.ca/index.php/francis-r-findlay-and-percy-roy-wilson                         |
| Frank Pentland Chambers                                      | 14                  | https://archivalcollections.library.mcgill.ca/index.php/frank-pentland-chambers                                        |
| Frederick G. Todd                                            | 5000                | https://archivalcollections.library.mcgill.ca/index.php/frederick-g-todd                                               |
| Frederick H. Gowings                                         | 53                  | https://archivalcollections.library.mcgill.ca/index.php/frederick-h-gowings                                            |
| Frederick Taylor                                             | 63                  | https://archivalcollections.library.mcgill.ca/index.php/fred-taylor                                                    |
| G. E. Wilson                                                 | 60                  | https://archivalcollections.library.mcgill.ca/index.php/g-e-wilson                                                     |
| George Manson Fisk                                           | 46                  | https://archivalcollections.library.mcgill.ca/index.php/george-manson-fisk                                             |
| H. Ross Wiggs                                                | 90                  | https://archivalcollections.library.mcgill.ca/index.php/h-ross-wiggs                                                   |
| Harold Lea Fetherstonhaugh                                   | 17                  | https://archivalcollections.library.mcgill.ca/index.php/harold-lea-fetherstonhaugh                                     |
| Harold Robert Little                                         | 37                  | https://archivalcollections.library.mcgill.ca/index.php/harold-robert-little                                           |
| Harry Mayerovitch                                            | 47                  | https://archivalcollections.library.mcgill.ca/index.php/harry-mayerovitch                                              |
| Harry Stilman                                                | 86                  | https://archivalcollections.library.mcgill.ca/index.php/harry-stilman                                                  |
| Henry Saxon Snell                                            | 78                  | https://archivalcollections.library.mcgill.ca/index.php/henry-saxon-snell                                              |
| Herbert Raine                                                | 33                  | https://archivalcollections.library.mcgill.ca/index.php/herbert-raine                                                  |
| Hogle and Davis                                              | 9.01                | https://archivalcollections.library.mcgill.ca/index.php/hogle-and-davis                                                |
| Hugh Griffith Jones                                          | 19                  | https://archivalcollections.library.mcgill.ca/index.php/hugh-griffith-jones                                            |
| Hugh McLennan                                                | 38                  | https://archivalcollections.library.mcgill.ca/index.php/hugh-mclennan                                                  |
| Hugh Vallance, Barott and Blackader                          | 10.01               | https://archivalcollections.library.mcgill.ca/index.php/hugh-vallance-barott-and-blackader                             |
| Hutchison and Steele                                         | 49                  | https://archivalcollections.library.mcgill.ca/index.php/hutchison-and-steele                                           |
| Hutchison, Wood and Miller                                   | 50                  | https://archivalcollections.library.mcgill.ca/index.php/hutchison-wood-and-miller                                      |
| James Cecil McDougall                                        | 22                  | https://archivalcollections.library.mcgill.ca/index.php/james-cecil-mcdougall                                          |
| James O'Donnell                                              | 34                  | https://archivalcollections.library.mcgill.ca/index.php/james-odonnell                                                 |
| James R. Rhind                                               | 26                  | https://archivalcollections.library.mcgill.ca/index.php/james-r-rhind                                                  |
| Jerry Miller                                                 | 89                  | https://archivalcollections.library.mcgill.ca/index.php/jerry-miller                                                   |
| John Bland - Slides                                          | 41.011              | https://archivalcollections.library.mcgill.ca/index.php/john-bland-slides                                              |
| John Scarlett Davis                                          | 40                  | https://archivalcollections.library.mcgill.ca/index.php/john-scarlett-davis                                            |
| John Schreiber Fonds                                         | 28                  | https://archivalcollections.library.mcgill.ca/index.php/john-schreiber                                                 |
| John Scofield                                                | 94                  | https://archivalcollections.library.mcgill.ca/index.php/john-scofield                                                  |
| John Smith Archibald                                         | 4                   | https://archivalcollections.library.mcgill.ca/index.php/john-smith-archibald                                           |
| John William Hopkins and Edward C. Hopkins                   | 18                  | https://archivalcollections.library.mcgill.ca/index.php/john-william-hopkins-and-edward-c-hopkins                      |
| Kenneth Guscotte Rea                                         | 8                   | https://archivalcollections.library.mcgill.ca/index.php/kenneth-guscotte-rea                                           |
| Kenneth Molson                                               | 87                  | https://archivalcollections.library.mcgill.ca/index.php/kenneth-molson                                                 |
| Lawford and Nelson                                           | 23.03               | https://archivalcollections.library.mcgill.ca/index.php/lawford-and-nelson                                             |
| MacVicar and Heriot                                          | 21.01               | https://archivalcollections.library.mcgill.ca/index.php/macvicar-and-heriot                                            |
| Maxwell and Pitts                                            | 2.03                | https://archivalcollections.library.mcgill.ca/index.php/maxwell-and-pitts                                              |
| Maxwell and Shattuck                                         | 2.01                | https://archivalcollections.library.mcgill.ca/index.php/maxwell-and-shattuck                                           |
| Moshe Safdie                                                 | 58                  | https://archivalcollections.library.mcgill.ca/index.php/moshe-safdie                                                   |
| Nelson and Clift                                             | 23.02               | https://archivalcollections.library.mcgill.ca/index.php/nelson-and-clift                                               |
| Norbert Schoenauer                                           | 73                  | https://archivalcollections.library.mcgill.ca/index.php/norbert-schoenauer                                             |
| One House for T.P. Howard                                    | 112b                | https://archivalcollections.library.mcgill.ca/index.php/one-house-for-t-p-howard-2                                     |
| Patrick McG. Stoker                                          | 75                  | https://archivalcollections.library.mcgill.ca/index.php/patrick-mcg-stoker                                             |
| Peter Collins                                                | 64                  | https://archivalcollections.library.mcgill.ca/index.php/peter-collins                                                  |
| Philip Dalton Hepworth                                       | 39                  | https://archivalcollections.library.mcgill.ca/index.php/philip-dalton-hepworth                                         |
| Philip John Turner                                           | 32                  | https://archivalcollections.library.mcgill.ca/index.php/philip-john-turner                                             |
| Proposal of Alterations to Pulp and Paper Research Institute | 368                 | https://archivalcollections.library.mcgill.ca/index.php/proposal-of-alterations-to-pulp-and-paper-research-institute-2 |
| Proposal of Outbuildings for Dr. Todd                        | 114                 | https://archivalcollections.library.mcgill.ca/index.php/proposal-of-outbuildings-for-dr-todd-2                         |
| Ramsay Traquair fonds                                        | 45                  | https://archivalcollections.library.mcgill.ca/index.php/ramsay-traquair                                                |
| Raymond Affleck                                              | 62                  | https://archivalcollections.library.mcgill.ca/index.php/raymond-affleck                                                |
| Robert and Francis R. Findlay                                | 3.02                | https://archivalcollections.library.mcgill.ca/index.php/robert-and-francis-r-findlay                                   |
| Robert Findlay                                               | 3                   | https://archivalcollections.library.mcgill.ca/index.php/robert-findlay                                                 |
| Robert G. Calvert                                            | 89.06               | |
| Ross and Macdonald                                           | 51.01               | https://archivalcollections.library.mcgill.ca/index.php/ross-and-macdonald                                             |
| Ross and MacFarlane                                          | 51                  | https://archivalcollections.library.mcgill.ca/index.php/ross-and-macfarlane                                            |
| Ross, Fish, Duschenes and Barrett                            | 51.02               | https://archivalcollections.library.mcgill.ca/index.php/ross-fish-duschenes-and-barrett                                |
| Saxe and Archibald                                           | 4.01                | https://archivalcollections.library.mcgill.ca/index.php/saxe-and-archibald                                             |
| Saxe and Miller                                              | 48                  | https://archivalcollections.library.mcgill.ca/index.php/saxe-and-miller                                                |
| Shimpei Nakano                                               | 54                  | |
| Sigrun Bülow-Hübe                                            | 65                  | https://archivalcollections.library.mcgill.ca/index.php/sigrun-bulow-hube                                              |
| Smythe and Schyberg                                          | 84                  | |
| Spence and Mathias                                           | 79                  | |
| Taylor and Gordon                                            | 7                   | https://archivalcollections.library.mcgill.ca/index.php/taylor-and-gordon                                              |
| Tolchinsky and Goodz                                         | 56                  | https://archivalcollections.library.mcgill.ca/index.php/tolchinsky-and-goodz                                           |
| Two Houses for T.P. Howard                                   | 140                 | https://archivalcollections.library.mcgill.ca/index.php/two-houses-for-t-p-howard-5                                    |
| Unidentified Architects                                      | 30                  | https://archivalcollections.library.mcgill.ca/index.php/unidentified-architects                                        |
| Vincent Rother Architects                                    | 41.05               | https://archivalcollections.library.mcgill.ca/index.php/vincent-rother-architects                                      |
| Walter Scott Painter                                         | 24                  | https://archivalcollections.library.mcgill.ca/index.php/walter-scott-painter                                           |
| Werleman Guy McMahon                                         | 92                  | https://archivalcollections.library.mcgill.ca/index.php/werleman-guy-mcmahon                                           |
| William McLea Walbank                                        | 20                  | https://archivalcollections.library.mcgill.ca/index.php/william-mclea-walbank                                          |
| William Sutherland Maxwell                                   | 2.04                | https://archivalcollections.library.mcgill.ca/index.php/william-sutherland-maxwell                                     |
| Wright and Noxon                                             | 27.01               | https://archivalcollections.library.mcgill.ca/index.php/wright-and-noxon                                               |